# 1-я дивизия (Великобритания)
1-я дивизия (англ. 1st (United Kingdom) Division) — воинское соединение Британской армии. Сформирована в 1960 году.

## Холодная война
В 1960 году дивизия была сформирована в Британской армии. Она была преобразована в 1-ю дивизию (1st Division) после роспуска 1-й пехотной дивизии и первоначально базировалась в составе Британской армии на Рейне (British Army of the Rhine) в Фердене в ФРГ.
В 1970-е годы дивизия состояла из двух «квадратных» бригад: 7-й и 22-й бронетанковых. Соединение стало 1-й бронетанковой дивизией в 1976 году и служил в британском 1-м армейском корпусе, базирующемся в казармах Кейтнесс и Шил в Фердене в Германии с 1978 года. После краткого преобразования в две «целевые группы» «Альфа» и «Браво» в конце 1970-х годов он состоял из 7-й бронетанковой бригады, 12-й бронетанковой бригады и 22-й бронетанковой бригады в 1980-х годах. Эмблема дивизии датируется 1983 годом и объединяет полый красный треугольный значок «наконечник копья» 1-й пехотной дивизии с символом носорога 1-й бронетанковой дивизии, который имелся у этого соединения в годы Второй мировой войны.

## Война в Персидском заливе
Штаб дивизии был развёрнут в Саудовской Аравии в 1990 году для управления наземными силами Великобритании. Под командованием находились 4-я бронетанковая бригада и 7-я бронетанковая бригада. Во время войны дивизия была оперативно подчинена 7-му армейскому корпусу США и была частью большого бронированного левого крюка, который уничтожил многие формирования иракской республиканской гвардии. Две бригады дивизии поочерёдно двигались вперёд. Дивизия участвовала в битве за Норфолк. Во время этого сражения дивизия уничтожила несколько иракских танковых рот вооружённых танками Т-55. После 48 часов боёв дивизия уничтожила или изолировала четыре иракские пехотные дивизии (26, 48, 31 и 25) и разбила 52-ю бронетанковую дивизию Ирака в нескольких боях. 1-я бронетанковая дивизия преодолела 217 миль за 97 часов. Дивизия захватила или уничтожила около 300 танков и очень большое количество бронетранспортёров, грузовиков, разведывательных машин и т. д. Дивизия также захватила более 7000 иракских военнопленных, включая двух командиров дивизий и два других генерала.

## С 1994 по 2014 годы
В 1993 году штаб 1-й бронетанковой дивизии был расформирован, а 1-я бронетанковая дивизия сформирована из 4-й бронетанковой дивизии. Управление дивизии было размещено в Вентвортских казармах в Херфорде в 1993 году. Штаб дивизии разворачивалась под командованием Многонациональной дивизии (Юго-Запад) (Multi-National Division (South-West)) в Боснии в 1996—1997 и 1998—1999 годах.
Штаб дивизии вновь был развёрнут в районе Персидского залива в 2003 году. Он снова командовал британскими войсками в этом районе, на этот раз с тремя полными бригадами под его контролем: 7-я бронетанковая бригада, 16-я десантно-штурмовая бригада и 3-я бригада специального назначения. В ходе общевойсковой операции дивизия захватила южный Ирак, в том числе штурмовала город Басра во время вторжения. Во время конфликта 2003 года дивизия находилась в оперативном подчинении 1-го экспедиционного корпуса морской пехоты США.
Следующие соединения и части составляли 1-ю бронетанковую дивизию в этот период:
- управление дивизии
- 7-я бронетанковая бригада («Пустынные крысы»);
- 20-я бронетанковая бригада («Железный кулак»);
- 1-й полк связи;
- 1-й полк армейской авиации (Westland Lynx);
- 28-й инженерный полк;
- 1-й полк Королевской военной полиции.

В соответствии с «Армией 2020» в июле 2014 года дивизия была переименована в 1-ю (Соединённое Королевство) дивизию (1st (United Kingdom) Division) и потеряла свой бронетанковый характер, став моторизованной; а затем в июне 2015 года штаб дивизии переместился в Импхальские казармы в Йорке.

## Состав

ОШС 1-й бронетанковой дивизии на 1989 год.
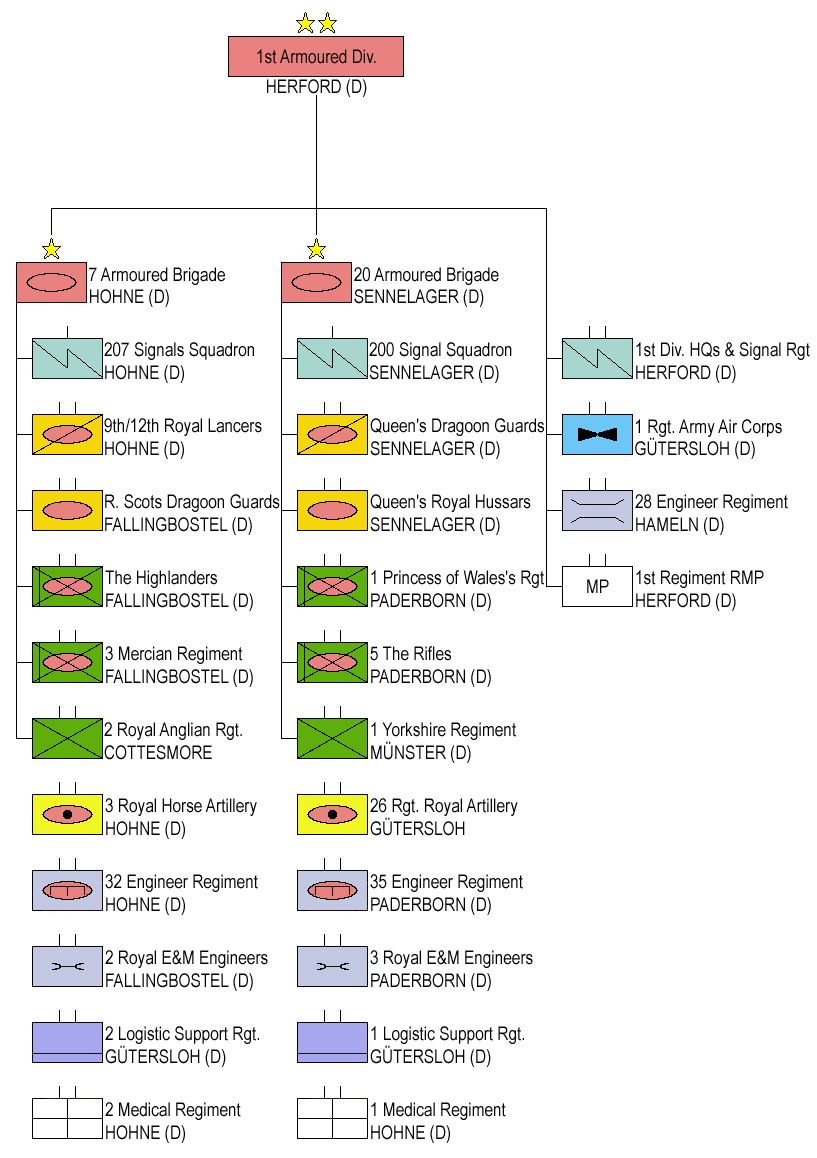
ОШС 1-й бронетанковой дивизии на 2013 год.
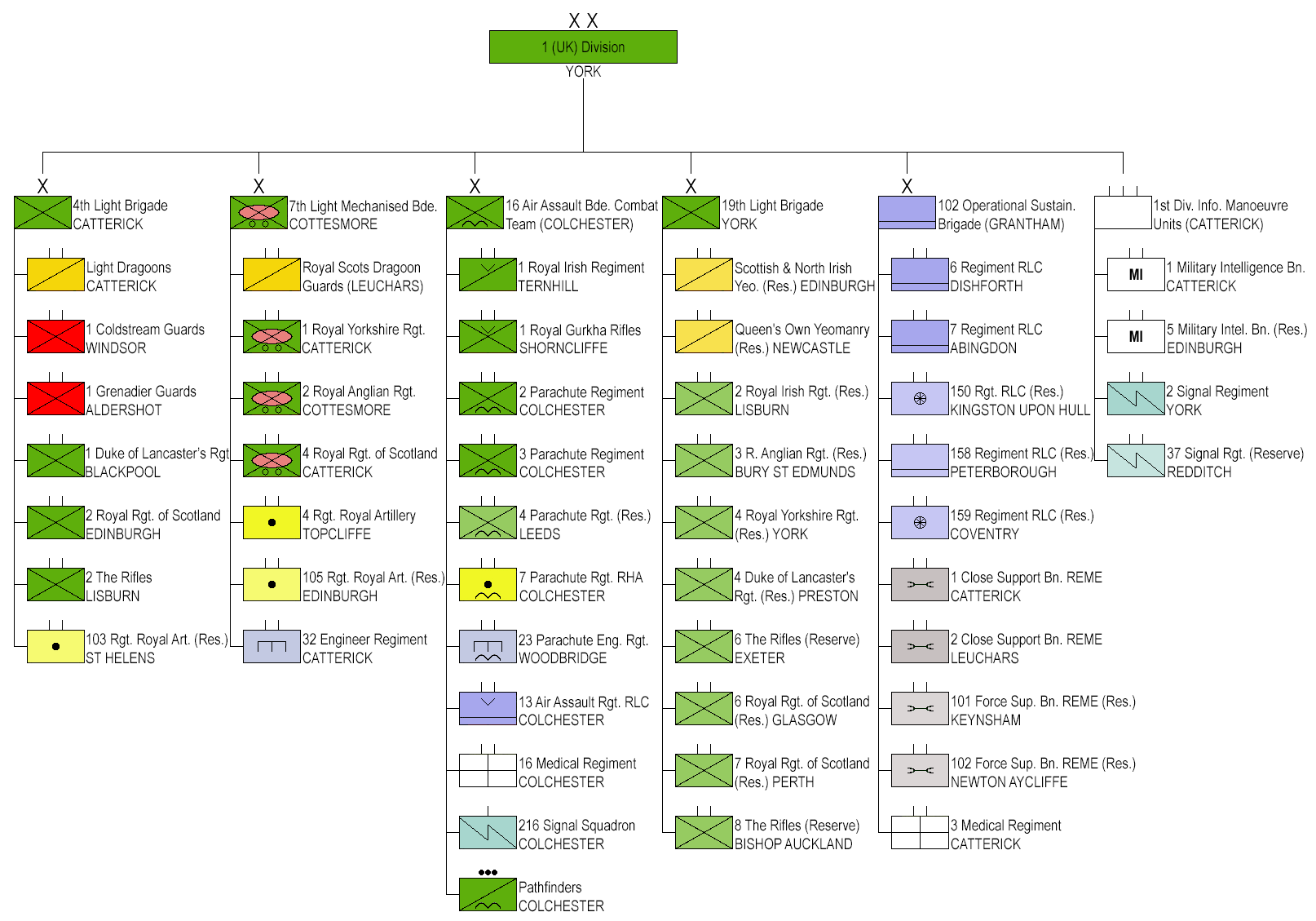
ОШС 1-й дивизии на февраль 2024 г.

- Штаб дивизии и полк связи Королевского корпуса связи (1 Armd Div HQ & Signal Regt R SIGNALS)
  - Отряд 55-го эскадрона связи ККС (Rear Link Dets, 55 Signal Sqn R SIGNALS (V))
  - 71-я разведывательная секция Разведывательного корпуса (71 Int Sect INT CORPS)
  - 1-й полевой полк ККА (1 Field Regiment RHA) (24x FV433 Abbot, 4х Cymbeline mortar loc radar и 4x КШМ (Listening Post), 34 офицера, 623 нижних чина)
  - 4-й полевой полк КА (4 Field Regiment RA) (24 M109A1/A2 (по 8 в батарее), 35 офицеров и 687 нижних чинов)
  - 40-й полевой полк КА (40 Field Regiment RA) (24 M109A1/A2)
  - 10-я зенитная батарея КА (36 ПЗРК «Джавелин» в 3 взводах на FV103 Spartan, 5 офицеров, 131 нижних чинов)
  - 21-й инженерный полк КИ (21 Engineer Regt RE) (4x КШМ FV436, 5x FV180 CET, & 9x FV103 Spartan. Мостовой взвод (2x средних балочных моста & 1x тяжёлый балочный мост))
  - 1-й полк КАА (1 Regiment AAC) (2 офицеров, 357 нижних чинов, 18x Gazelle AH1 & 18x Lynx AH1)
  - Дивизионный транспортный полк Королевского корпуса транспорта (1 Armoured Division Transport Regt Royal Corps of Transport)
  - 1-я бронетанковая полевая скорая помощь КАМК (1 Armoured Field Ambulance RAMC)
  - 2-я бронетанковая полевая скорая помощь КАМК (2 Armoured Field Ambulance RAMC)
  - 220-я полевая скорая помощь КАМК (220 (1st Home Counties) Field Ambulance RAMC (V))
  - 266-й медицинский взвод КАМК (266 Medical Pl RAMC (V))
  - 61-я полевая психиатрическая команда КАМК (61 Field Psychiatric Team RAMC)
  - 1-й артиллерийско-технический батальон КАТК (1 Ordnance Bn Royal Army Ordnance Corps (RAOC))
  - 7-я бронетанковая ремонтная мастерская ККИЭМ (7 Armd Wksp REME) (поддержка 7-й и 22-й бртбр)
  - 12-я бронетанковая ремонтная мастерская ККИЭМ (12 Armd Wksp REME) (поддержка 12-й бртбр)
  - 111-я рота военной полиции КМП (111 Provost Coy RMP)
- 7-я бронетанковая бригада (7th Armoured Brigade)
  - Штаб бригады и 207-й эскадрон связи ККС, Зольтау, ФРГ)
  - Королевский шотландский драгунский гвардейский полк (карабинеры и серые), Бад-Фаллингбостель (57x Челленджер 1, 8x FV101 Scorpion, 43 офицера, 510 нижних чинов)
  - 2-й королевский танковый полк, (57x Челленджер 1, 8x FV101 Scorpion, 43 офицера, 510 нижних чинов)
  - 1-й батальон Стаффордширского полка (принца Уэльского), Бад-Фаллингбостель (45 Уорриор, 38 FV432/434, 8x FV107 Scimitar, 4x FV103 Spartan w/MCT, 8x 81-мм миномётов, & 24x ПТРК MILAN, 39 офицеров, 736 солдат и унтер-офицеров (во время военной напряжённости (TTW) добавляются 10 офицеров с 11 нижними чинами))
- 12-я бронетанковая бригада (12th Armoured Brigade)
  - Штаб бригады и 212-й эскадрон связи ККС
  - 4-й королевский танковый полк, Оснабрюк (57х Чифтен)
  - 1-й батальон Королевского ирландского рейнджерского полка (27-й (иннискиллинский), 83-й и 87-й), Оснабрюк) (79x FV432, 8x FV107 Scimitar, 4x FV103 Spartan w/MCT, 8x 81-мм миномётов, & 24x ПТРК MILAN)
  - 1-й батальон Королевского полка зелёных курток, Оснабрюк (79x FV432, 8x FV107 Scimitar, 4x FV103 Spartan w/MCT, 8x 81-мм миномётов, & 24x ПТРК Милан)
  - 4-й (добровольческий) батальон Королевского полка зелёных курток (ПТРК Милан, миномёты)
- 22-я бронетанковая бригада (22th Armoured Brigade)
  - Штаб бригады и 201-й эскадрон связи ККС, Хоне
  - Собственный Её Величества гусарский полк, Хоне (Queen’s Own Hussars) (57 Чифтен)
  - 1-й королевский танковый полк, Хильдесхайм (1st Royal Tank Regiment) (57 Чифтен)
  - 1-й батальон Шотландского гвардейского полка, Хоне (1st Bn, The Scots Guards) (79x FV432, 8x FV107 Scimitar, 4x FV103 Spartan w/MCT, 8x 81-мм миномётов, & 24x Милан, 36 офицеров, 724 нижних чина)
  - 2-й батальон Королевского английского полка, Целле (2nd (Lincolnshire, Leicestershire, & Northamptonshire) Bn, The Royal Anglian Regiment) (79x FV432, 8x FV107 Scimitar, 4x FV103 Spartan w/MCT, 8x 81-мм миномётов, & 24x Милан, 36 офицеров, 724 нижних чина)
- Группа Парашютного полка (Parachute Regiment Group)
  - Штаб и взвод связи ККС (Gp HQ & Signals Tp R SIGNALS)
  - 4-й (добровольческий) батальон Парашютного полка, Падси (4th (Volunteer) Bn, The Parachute Regiment)
  - 10-й (добровольческий) батальон Парашютного полка, Лондон (10th (Volunteer) Bn, The Parachute Regiment)
  - 15-й (шотландский добровольческий) батальон Парашютного полка, Глазго (15th (Scottish Volunteer) Bn, The Parachute Regiment)[17]

1-я бронетанковая дивизия (1st Armoured Division) (генерал-майор Руперт Смит)
- 4-я бронетанковая бригада (4th Armoured Brigade) (бригадир Кристофер Хаммербек)
  - 14-й/20-й Его Величества гусарский полк & эскадрон Лейб-гвардейского полка (14th/20th King’s Hussars & squadron of Life Guards) (57 Challenger 1)
  - 1-й батальон Королевского шотландского полка (1st Battalion, Royal Scots) (45 Warrior)
  - 3-й батальон Королевского полка фузилёров (3rd Battalion, Royal Regiment of Fusiliers) (45 Warrior)
  - 2-я рота & рота королевы 1-го батальона Гренадерского гвардейского полка (No.2 & Queens Companies, 1 Grenadier Guards) (45 Warrior)
  - 2-й полевой полк Королевской артиллерии (2nd Field Regiment Royal Artillery) (155-мм M109)
  - 23-й инженерный полк (23 Engineer Regiment) (AVRE)
  - 204-й эскадрон связи (204 Signal Squadron )
  - 5-я полевая скорая помощь (5 Armoured Field Ambulance)
  - 31-я артиллерийско-техническая рота (31 Ordnance Company)
  - 6-я бронетанковая мастерская 3-й полевой ремонтной группы (3 Field Repair Group, 6 Armoured Workshop)
  - Курьерская группа быстрого реагирования, 1-го почтово-курьерского полка, почты Королевских инженеров и курьерских служб (Rapid Response Courier Team, 1 Postal & Courier Regiment, Royal Engineers Postal & Courier Services)
  - Взвод 203-й роты Королевской военной полиции ((1) Platoon, 203 Provost Company, Royal Military Police)
- 7-я бронетанковая бригада (7th Armoured Brigade) (бригадир Патрик Кордингли)
  - Королевский шотландский драгунский гвардейский полк (Royal Scots Dragoon Guards) (57 Challenger 1)
  - Её Величества королевский ирландский гусарский полк (Queen’s Royal Irish Hussars) (57 Challenger 1)
  - 5 взводов 17-го/21-го уланского полка ((5) Troops 17th/21st Lancers) — один взвод придан Королевскому шотландскому драгунскому гвардейскому полку (Challenger 1)
  - 1-й батальон Стаффордширского полка (1st Battalion, Staffordshire Regiment) (45 Warrior)
  - Эскадрон А 1-го Её Величества драгунского гвардейского полка (A Squadron, 1st Queen’s Dragoon Guards) (Scimitar)
  - 40-й полевой полк Королевской артиллерии (40th Field Regiment Royal Artillery) (155-мм M109)
  - 21-й инженерный полк (21 Engineer Regiment) (AVRE)
  - 207-й эскадрон связи (207 Signals Squadron )
  - 1-я полевая скорая помощь (1 Armoured Field Ambulance)
  - 11-я артиллерийско-техническая рота (11 Ordnance Company)
  - 7-я бронетанковая мастерская 3-й полевой ремонтной группы (3 Field Repair Group, 7 Armoured Workshop)
  - Курьерская группа быстрого реагирования, 1-го почтово-курьерского полка, почты Королевских инженеров и курьерских служб (Rapid Response Courier Team, 1 Postal & Courier Regiment, Royal Engineers Postal & Courier Services)
  - Взвод 203-й роты Королевской военной полиции ((1) Platoon, 203 Provost Company, Royal Military Police)
- Артиллерийская группа дивизии (Divisional Artillery Group (DAG))
  - 16-й/5-й Её Величества королевский уланский полк (16th/5th Queen’s Royal Lancers) — артиллерийская разведка (Scimitar and Striker), ставилась задача определить дальние цели для 32 и 39 полков Королевской артиллерии
  - 2-й полевой полк Королевской артиллерии (2 Field Regiment Royal Artillery) (155-мм M109)
  - 32-й тяжёлый полк Королевской артиллерии (32nd Heavy Regiment Royal Artillery) (203-мм M110)
  - 39-й тяжёлый полк Королевской артиллерии (39th Heavy Regiment Royal Artillery) (227-мм M270 MLRS)
  - 26-й полевой полк Королевской артиллерии (26th Field Regiment Royal Artillery) (155-мм M109)
  - 40-й полевой полк Королевской артиллерии (40 Field Regiment Royal Artillery) (155-мм M109)
  - 12-й полк ПВО Королевской артиллерии (12th Air Defence Regiment Royal Artillery) (гусеничный ЗРК Rapier)
  - 10-я батарея ПВО (10 Air Defence Battery) (ПЗРК Javelin на БТР Spartan)
  - 46-я батарея ПВО (46 Air Defence Battery) (ПЗРК Javelin на Spartan)
  - Транспортный полк 4-й бронетанковой дивизии (4 Armoured Division Transport Regiment)
  - Перевязочный пункт 1 «Браво», 4 бронированные машины полевой скорой помощи (Dressing Station 1 Bravo, 4 Armoured Field Ambulance )
- Инженеры
  - Штаб королевских инженеров (HQ Royal Engineers/Route Development Battle Group )
  - 32-й инженерный полк (32 Armoured Engineer Regiment)
  - 37-й эскадрон полевой поддержки 35-го инженерного полка (37 Field Support Squadron, 35 Engineer Regiment )
  - 15-й эскадрон полевой поддержки Королевских инженеров (15 Field Support Squadron, Royal Engineers)
  - 45-й эскадрон полевой поддержки Королевских инженеров (45 Field Support Squadron, Royal Engineers)
  - 49-й эскадрон обезвреживания взрывоопасных предметов 33-го инженерного полка (49 Explosive Ordnance Disposal Squadron, 33 Engineer Regiment)
  - Подразделения 14-го топографического эскадрона Королевских инженеров (Elements, 14 Topographic Squadron, Royal Engineers)
- Прочее
  - 1-й Её Величества драгунский гвардейский полк (1st Queen’s Dragoon Guards) (Scimitar, Spartan & Striker) — войсковая разведка
  - Эскадрон доставки бронетехники Королевского бронетанкового корпуса (Royal Armoured Corps Armoured Delivery Squadron — сформирован в основном из 2-го королевского танкового полка. Часть группы доставки бронетехники (ADG))
  - Эскадрон 9-го/12-го королевского уланского полка ((1) Squadron 9/12 Royal Lancers — оснащен разведывательными машинами Ferret. Прикреплен к эскадрону доставки бронетехники RAC)
  - Полк связи 1-й бронетанковой дивизии (1 Armoured Division Signal Regiment)
  - Штаб, роты А и Б 1-го батальона Собственных Её Величества хайлендеров (HQ, A & B Companies, 1 Queens Own Highlanders — рота А обеспечивала охрану штаба дивизии, рота Б охраняла тыловой штаб дивизии)
  - 4-й полк Корпуса армейской авиации (4 Regiment, Army Air Corps (Lynx and Gazelle с TOW) — два вертолётных эскадрона)
  - 661-й эскадрон 1-го полка Корпуса армейской авиации (661 Squadron,1 Regiment, Army Air Corps (Lynx and Gazelle с TOW) — приданы 4-му полку Корпуса АА)
  - Транспортный полк 1-й бронетанковой дивизии (1 Armoured Division Transport Regiment)
  - 7-й полк колёсных танковых тягачей Королевского корпуса транспорта (7 Tank Transporter Regiment Royal Corps of Transport)
  - 54-й эскадрон скорой помощи Королевского корпуса транспорта (54 Ambulance Squadron Royal Corps of Transport)
  - Перевязочный пункт 5 «Браво» 3-й полевой скорой помощи (Dressing Station 5 Bravo, 3 Armoured Field Ambulance)
  - 60-я выездная психиатрическая команда (60 Field Psychiatric Team)
  - 3-й артиллерийско-технический дивизион Королевского артиллерийско-технического корпуса (3 Ordnance Battalion Royal Army Ordnance Corps)
  - 7-я бронетанковая мастерская Королевских инженеров-электриков и механиков (7 Armoured Workshop Royal Electrical and Mechanical Engineers)
  - 11-я бронетанковая мастерская Королевских инженеров-электриков и механиков (11 Armoured Workshop Royal Electrical and Mechanical Engineers)
  - 71-я авиационная мастерская Королевских инженеров-электриков и механиков (71 Aircraft Workshop Royal Electrical and Mechanical Engineers)
  - Штаб 203-й роты Королевской военной полиции (HQ 203 Provost Company Royal Military Police)
  - Эскадрон почтово-курьерской службы, 1-го почтово-курьерского полка (Postal and Courier Service Squadron, 1 Postal & Courier Regiment)
  - 518-я рота, Королевский корпус пионеров (518 Company, Royal Pioneer Corps)
  - 9-я полевая касса, Королевского армейского денежного корпуса (9 Field Cash Office, Royal Army Pay Corps)[18]

1-я бронетанковая дивизия (командующий генерал-майор Питер Уолл) (1st Armoured Division (Major General Peter Wall) (May 2003 to July 2003))
- Штаб дивизии и полк связи (1st Armoured Division Headquarters and Signal Regiment)
  - 1-й Её Величества драгунский гвардейский полк (1st The Queen’s Dragoon Guards)
  - 12-й полк Королевской артиллерии (12th Regiment, Royal Artillery)
  - 1-й батальон Полка герцога Веллингтона (Западнорайдингский) (1st Battalion, The Duke of Wellington’s Regiment (West Riding))
  - 28-й полк Королевских инженеров (28 Regiment Royal Engineers)
  - 1-й полк основной поддержки Королевского логистического корпуса (1 General Support Regiment, Royal Logistic Corps)
  - 2-й полк непосредственной поддержки Королевского логистического корпуса (2 Close Support Regiment, Royal Logistic Corps)
  - 2-й батальон Королевских инженеров-электриков и механиков (2 Battalion Royal Electrical and Mechanical Engineers)
  - 3-й батальон Королевских инженеров-электриков и механиков (3 Battalion Royal Electrical and Mechanical Engineers)
  - 1-й медицинский полк непосредственной поддержки (1 Close Support Medical Regiment)
  - 5-й медицинский полк общей поддержки (5 General Support Medical Regiment)
  - 1-й полк Королевской военной полиции (1 Regiment Royal Military Police)
  - Эскадрон А, (Королевский уилтширский йоменский полк) и эскадрон W (Уэстминстерский драгунский), королевский йоменский полк (A (Royal Wiltshire Yeomanry) Squadron and W (Westminster Dragoons) Squadron, Royal Yeomanry)
  - Подразделения 5-го королевского полка артиллерии (Elements of 5 (STA) Royal Regiment of Artillery)
  - Подразделения 33-го полка обезвреживания боеприпасов Королевских инженеров (Elements of 33 (EOD) Regiment Royal Engineers)
  - Подразделения 32-го полка Королевской артиллерии — БЛА «Феникс» (Elements of 32 Regiment Royal Artillery — Phoenix Unmanned Aerial Vehicles)
  - Подразделения 30-го полка связи (Elements of 30 Signal Regiment)
  - Подразделения 14-го полка связи (Elements of 14 Signal Regiment)
- 3-я бригада специального назначения КМП (командующий бригадир Джим Даттон) (3 Commando Brigade — Brigadier Jim Dutton)
  - Штаб 3-й бригады СпН КМП (Headquarters 3 Commando Brigade)
  - 40-й батальон специального назначения Королевской морской пехоты (40 Commando, Royal Marines)
  - 42-й батальон специального назначения Королевской морской пехоты (42 Commando, Royal Marines)
  - 9-й штурмовой эскадрон специального назначения (9 (Commando) Assault Squadron)
  - 539-й штурмовой эскадрон специального назначения (539 (Commando) Assault Squadron)
  - 29-й полк специального назначения Королевской артиллерии (18 105-мм гаубиц) (29 (Commando) Regiment Royal Artillery — 18 105 mm howitzers)
  - 59-й отдельный эскадрон специального назначения Королевских инженеров (59 Independent (Commando) Squadron Royal Engineers)
  - 131-й отдельный эскадрон специального назначения Королевских инженеров (131 Independent (Commando) Squadron Royal Engineers (Volunteer))
- 7-я бронетанковая бригада (командующий бригадир Грэм Бинс) (7 Armoured Brigade — Brigadier Graham Binns)
  - Штаб бригады и эскадрон связи (7 Armoured Brigade Headquarters and Signal Squadron)
  - Боевая группа 2-го королевского танкового полка (включая подразделения 1-го батальона Лёгкого пехотного полка) (42 Challenger 2, 28 Warriors) (2nd Royal Tank Regiment battlegroup, including elements of 1st Battalion The Light Infantry)
  - Боевая группа Королевского шотландского драгунского гвардейского полка (42 Challenger 2, 28 Warrior) (Royal Scots Dragoon Guards (Carabiniers and Greys) battlegroup)
  - Боевая группа Чёрная стража (Королевский хайлендский полк), включая подразделения Королевского шотландского драгунского гвардейского полка и 2-го королевского танкового полка (28 Challenger 2, 42 Warrior) (The Black Watch (Royal Highland Regiment) battlegroup, including elements of The Royal Scots Dragoon Guards and 2nd Royal Tank Regiment)
  - Боевая группа 1-го батальона Королевского полка фузилёров, включая подразделения Её Величества королевского уланского полка (14 Challenger 2, 42 Warrior) (1st Battalion Royal Regiment of Fusiliers battlegroup, including elements of Queen’s Royal Lancers)
  - 1-й батальон Ирландского гвардейского полка (1st Battalion Irish Guards)
  - 32-й полк Королевских инженеров (с 25-м инженерным эскадроном приданным от 38-го инженерного полка) (32 (Armoured) Regiment Royal Engineers (with 25 Armoured Engineer Squadron attached from 38 Engineer Regiment))
  - 3-й полк Королевской конной артиллерии (32 155-мм САУ AS-90) (3rd Regiment Royal Horse Artillery — 32 AS-90 155 mm howitzers)
- 16-я десантно-штурмовая бригада (бригадир Джонатан Дэвид «Джако» Пейдж) (16 Air Assault Brigade — Brigadier 'Jacko' Page)
  - Штаб бригады (16 Air Assault Brigade Headquarters)
  - Эскадрон Д Дворцового кавалерийского полка (D Squadron, Household Cavalry Regiment)
  - 1-й батальон Королевского ирландского полка (27-й Иннискиллингский, 83-й, 87-й и Ольстерский оборонный полк (1st Battalion, Royal Irish Regiment (27th (Inniskillings), 83rd, 87th and The Ulster Defence Regiment))
  - 1-й батальон Парашютного полка (1st Battalion, The Parachute Regiment)
  - 3-й батальон Парашютного полка (3rd Battalion, The Parachute Regiment)
  - 7-й парашютный полк Королевской конной артиллерии (7th Parachute Regiment Royal Horse Artillery)
  - 9-й парашютный эскадрон Королевских инженеров (9 Parachute Squadron Royal Engineers)
  - 23-й десантно-штурмовой инженерный полк (23 (Air Assault) Engineer Regiment)
  - 216-й парашютный эскадрон Королевского корпуса связи (216 Parachute Squadron Royal Signals)
  - 7-й десантно-штурмовой батальон Королевских инженеров-электриков и механиков (7 Air Assault Battalion Royal Electrical and Mechanical Engineers)
  - 12-й десантно-штурмовой полк материального обеспечения Королевского логистического корпуса (13 Air Assault Support Regiment Royal Logistic Corps)
  - 16-й медицинский полк непосредственной поддержки (16 Close Support Medical Regiment)
  - 156-я рота Королевской военной полиции (156 Provost Company Royal Military Police)
  - Взвод следопытов (Pathfinder Platoon)
- 102-я логистическая бригада (102 Logistics BDE)
  - 33-й полевой госпиталь (33 Field Hospital)
  - 34-й полевой госпиталь (34 Field Hospital)
  - 4-й медицинский полк основной поддержки (4 General Support Med RGT)
  - 3-й батальон Королевских инженеров-электриков и механиков (3rd BN, Royal Elec & Mech Eng)
  - 6-й батальон материального обеспечения Королевского логистического корпуса (6 Supply RGT, Royal Logistic Corps)
  - 7-й транспортный полк Королевского логистического корпуса (7 Transport RGT, Royal Logistic Corps)
  - 17-й полк портов и морских перевозок Королевского логистического корпуса (17 Port & Maritime RGT, Royal Logistic Corps)
  - 23-й полк пионеров Королевского логистического корпуса (23 Pioneer RGT, Royal Logistic Corps)
  - 24-й полк Королевского логистического корпуса (24 RGT, Royal Logistic Corps)
  - 5-й полк Королевской военной полиции (5 RGT, Royal Military Police)
  - подразделения 11-го полка обезвреживания взрывоопасных предметов (elements, 11 EOD RGT)

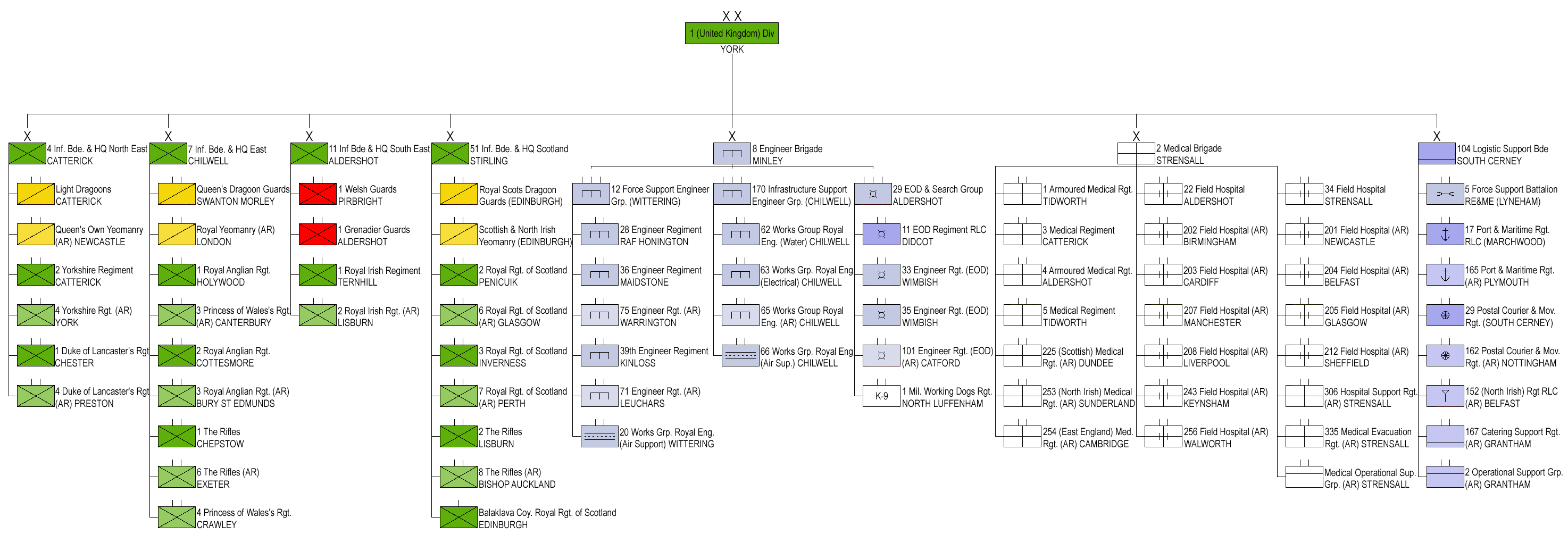
ОШС 1-й дивизии на 2019 год.

- 4-я пехотная бригада (4th Infantry Brigade and Headquarters North East), Каттерикский гарнизон, графство Норт-Йоркшир, Англия
  - Лёгкий драгунский полк (Light Dragoons)
  - Собственный Её Величества йоменский полк (Queen’s Own Yeomanry)
  - 2-й батальон Йоркширского полка (2nd Battalion, Yorkshire Regiment)
  - 4-й батальон Йоркширского полка (4th Battalion, Yorkshire Regiment)
  - 1-й батальон Полка герцога Ланкастера (1st Battalion, Duke of Lancaster’s Regiment)
  - 4-й батальон Полка герцога Ланкастера (4th Battalion, Duke of Lancaster’s Regiment)
- 7-я пехотная бригада (7th Infantry Brigade and Headquarters East), Четвайндские казармы, графство Ноттингемпшир, Англия
  - 1-й Её Величества драгунский гвардейский полк (1st Queen’s Dragoon Guards)
  - Королевский йоменский полк (Royal Yeomanry)
  - 1-й батальон Королевского английского полка (1st Battalion, Royal Anglian Regiment)
  - 2-й батальон Королевского английского полка (2nd Battalion, Royal Anglian Regiment)
  - 3-й батальон Королевского английского полка (3rd Battalion, Royal Anglian Regiment)
  - 3-й батальон Королевского полка принцессы Уэльской (3rd Battalion, Princess of Wales’s Royal Regiment)
  - 4-й батальон Королевского полка принцессы Уэльской (4th Battalion, Princess of Wales’s Royal Regiment)
  - 1-й батальон Стрелкового полка (1st Battalion, The Rifles)
  - 6-й батальон Стрелкового полка (6th Battalion, The Rifles)
- 11-я пехотная бригада (11th Infantry Brigade and Headquarters South East), Олдершотский гарнизон, графство Гэмпшир, Англия
  - 1-й батальон Валлийского гвардейского полка (1st Battalion, Welsh Guards)
  - 1-й батальон Гренадерского гвардейского полка (1st Battalion, Grenadier Guards)
  - 1-й батальон Королевского ирландского полка (1st Battalion, Royal Irish Regiment)
  - 2-й батальон Королевского ирландского полка (2nd Battalion, Royal Irish Regiment)
- 51-я пехотная бригада (51st Infantry Brigade and Headquarters Scotland), Фортсайдские казармы, административный округ Стерлинг, Шотландия
  - Королевский шотландский драгунский гвардейский полк (Royal Scots Dragoon Guards)
  - Шотландский и североирландский йоменский полк (Scottish and North Irish Yeomanry)
  - 2-й батальон Королевского полка Шотландии (2nd Battalion, Royal Regiment of Scotland)
  - 3-й батальон Королевского полка Шотландии (3rd Battalion, Royal Regiment of Scotland)
  - 6-й батальон Королевского полка Шотландии (6th Battalion, Royal Regiment of Scotland)
  - 7-й батальон Королевского полка Шотландии (7th Battalion, Royal Regiment of Scotland)
  - 2-й батальон Стрелкового полка (2nd Battalion, The Rifles)
  - 8-й батальон Стрелкового полка (8th Battalion, The Rifles)
  - Балаклавская рота Королевского полка Шотландии (Balaklava Company, Royal Regiment of Scotland)
- 8-я инженерная бригада (8th Engineer Brigade), д. Стрэнсолл, графство Норт-Йоркшир
- 2-я медицинская бригада (2nd Medical Brigade), д. Минли, графство Гэмпшир
- 104-я логистическая бригада (104th Logistic Brigade), д. Саут-Серни, графство Глостершир